# Johanne Bindesbøll
Karen Johanne Bindesbøll (5. januar 1851 – 9. juli 1934) var en dansk tekstilkunstner, som specialiserede sig i broderi. Sammen med Kristiane Konstantin-Hansen drev hun fra 1873 en butik i København, hvor de solgte broderede varer og underviste unge kvinder i syning. Forretningen blev en stor succes i de følgende 30 år, og tiltrak kunder blandt både private, kirker og skoler, og modtog flere internationale udmærkelser. Den lukkede i 1903 for at give Bindesbøll og hendes kollega Konstantin-Hansen mulighed for at skabe store billedtæpper til Frederiksborg Slot.

## Biografi
Karen Johanne Bindesbøll blev født den 5. januar 1851 i Aarhus som datter af guldalderarkitekten Michael Gottlieb Birckner Bindesbøll (1800–1856) og Andrea Frederikke Andersen (1819–1899). Hun voksede op i et arkitektmiljø, hvor dekorativ kunst og tekstiler spillede en væsentlig rolle. Hun modtog undervisning i tegning og broderi i hjemmet, ofte med hjælp fra kunstneriske kvinder, som kom på besøg. Efter farens tidlige død blev det nødvendigt for Johanne og hendes storesøster Maria (1849–1915) at udvikle deres syfærdigheder som en måde at tjene til livets ophold på. Hendes lillebror, Thorvald (1846–1908), som blev designer og arkitekt, tegnede ofte mønstre og skabeloner til dem. Familien bevarede nære forbindelser til datidens kulturelle kredse, især dem der var knyttet til maleren P.C. Skovgaard.
Sammen med Konstantin-Hansen åbnede hun i 1873 en forretning i Købmagergade i det centrale København. De fik senere selskab af Anna Sarauw og Johannes søster Marie. Butikken trivedes takket være sit gode udvalg af mønstre og materialer, suppleret af den faglige dygtighed hos kvinderne, som drev den. Bindesbøll blev anerkendt for sin effektive håndtering af vanskelige kunder. Hun var også en stærk fortaler for danske broderitraditioner frem for de tyske. Mange af deres mønstre var baseret på kunstværker af P.C. Skovgaard, Constantin Hansen og Thorvald Bindesbøll.
I 1900 blev Bindesbøll og Konstantin-Hansen hyret til at genskabe de billedtæpper fra Frederiksborg Slot, som var gået tabt ved branden i 1859. Efter omfattende research gik de i gang med opgaven i 1903. Efter Konstantin-Hansens død i 1925 fuldførte Bindesbøll arbejdet i 1928.
Johanne Bindesbøll døde den 9. juli 1934 i København og er begravet på Frederiksberg Ældre Kirkegård.